# Paul-Gabriel d’Haussonville

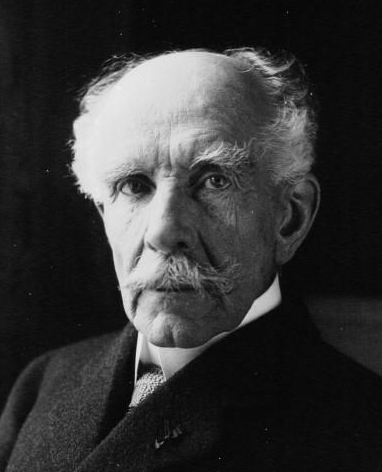
Paul-Gabriel d'Haussonville

Paul-Gabriel d’Haussonville (* 21. September 1843 in Gurcy-le-Châtel; † 1. September 1924 in Paris) war ein französischer Politiker, Philanthrop, Historiker, Literarhistoriker und Mitglied der Académie française.

## Leben
Gabriel-Paul-Othenin de Cléron d’Haussonville war der Sohn des Politikers und Historikers Joseph d’Haussonville und einer Enkelin der Madame de Staël. Er war der Neffe des Politikers Albert de Broglie. Er kam im Schloss von Gurcy-le-Châtel zwischen Fontainebleau und Provins zur Welt, besuchte in Paris das Collège Sainte-Barbe und das Lycée Louis-le-Grand, studierte Rechtswissenschaft und wurde 1865 Rechtsanwalt. 1869 ging er in die Politik und war (nach einem militärischen Zwischenspiel als Ordonnanzoffizier von General Charles-Édouard Princeteau) 1871 bis 1876 orléanistischer Abgeordneter (mit besonderer Kompetenz im sozialen Bereich). 1877 war er enger Mitarbeiter seines regierenden Onkels Albert de Broglie.
Nach dessen Scheitern schloss er sich Louis Philippe Albert d’Orléans, comte de Paris an und befürwortete die Fusion der Orléanisten mit den Legitimisten. Als 1883 der Tod des Grafen von Chambord den Comte de Paris zum alleinigen Thronprätendenten machte, wurde Haussonville einer seiner engsten Mitarbeiter und ab 1891 der Leiter seines politischen Büros. 1894 starb auch der Comte de Paris und Haussonville verzichtete mit nunmehr 50 Jahren auf weitere politische Betätigung. Künftig widmete er sich ganz seinen historischen, literarhistorischen und philanthropischen Neigungen, letztere zusammen mit seiner Ehefrau Pauline d’Harcourt (1846–1922). In der Dreyfus-Affäre gehörte er zu den Anti-Dreyfusianern. Um die Jahrhundertwende war er Mitglied der Ligue de la patrie française, die sich als antidreyfusardische Bewegung gegründet hatte. In der Frage der Trennung von Kirche und Staat versuchte er, den Katholiken die Vorteile des Gesetzes nahezubringen.
Haussonville trat ab 1875 mit literarhistorischen Arbeiten hervor, die ihm 1888 den Sitz Nr. 27 der Académie française einbrachten. Aufgrund seiner historischen Publikationen und seiner zahlreichen Beiträge zur Verbesserung der öffentlichen Wohlfahrt wurde er 1904 in die Académie des sciences morales et politiques (Sektion 2, Sitz Nr. 7) gewählt.
Nachdem er in den letzten Jahren im Schloss Coppet gelebt hatte, starb er 1924 in Paris im Alter von 80 Jahren und wurde in Gurcy beigesetzt.

## Werke

### Soziale und politische Schriften
- Les établissements pénitentiaires en France et aux colonies. Michel Lévy frères, Paris 1875.
- "Le Vagabondage des enfants et les écoles industrielles". In: Revue des deux mondes 1878. 1. Juni, 15. Juni, 15. November.
- L’enfance à Paris. Lévy, Paris 1879.
- Un programme de gouvernement. Où sommes-nous ? Et ce qu'il y aurait à faire. Paris 1882.
- A travers les Etats-Unis. Notes et impressions. Calmann Lévy, Paris 1883.
- Études sociales. Misères et remèdes. Calmann Lévy, Paris 1886.
- Études sociales. Socialisme et charité. Calmann Lévy, Paris 1895.
- Salaires et misères de femmes. Calmann Lévy, Paris 1900.
- Assistance publique et bienfaisance privée. Calmann Lévy, Paris 1901.
- Après la séparation. Suivi du texte de la loi concernant la séparation des Églises et de l'État. Perrin, Paris 1906.
- Le travail des femmes à domicile. Bloud, Paris 1909.

### Historische und literarhistorische Schriften
- Sainte-Beuve. Sa vie et ses œuvres. Michel Lévy frères, Paris 1875.
- "Jules Michelet. Sa vie et ses œuvres". In: Revue des deux mondes 46, 15, Mai–Juni 1876, S. 273–300 und 481–512.
- "George Sand, sa vie et ses œuvres". In: Revue des deux mondes 48, 25, 1878, S. 729–763 und 48, 26, 1878, S. 5–34 und 332–367.
- Études biographiques et littéraires. George Sand. Prescott. Michelet. Lord Brougham. 2 Bde. Lévy, Paris 1879–1880.
- Le salon de Mme Necker. D'après des documents tirés des archives de Coppet. 2 Bde. Calmann Lévy, Paris 1882. Slatkine, Genf 1970. Germaine de Staël
  - (englisch) London 1882. Cambridge UP, Cambridge 2011. (übersetzt von H M Trollope)
- Études biographiques et littéraires. Prosper Mérimée, Hugh Elliot. Calmann Lévy, Paris 1885.
- Madame de La Fayette. Hachette, Paris 1891.
- Mme Ackermann. Lemerre, Paris 1892. Louise-Victorine Ackermann
- Lacordaire. Hachette, Paris 1895. (Les grands écrivains de France)
  - (englisch) Lacordaire. London 1913.
- Le comte de Paris. Souvenirs personnels. Calmann Lévy, Paris 1895.
- La duchesse de Bourgogne et l’alliance savoyarde sous Louis XIV. 4 Bde. Calmann Lévy, Paris 1898–1908.
- (mit Gabriel Hanotaux) Souvenirs sur Mme de Maintenon. 3 Bde. Calmann Lévy, Paris 1902–1904.
- Varia. Calmann Lévy, Paris 1904.
- A l’Académie française et autour de l’Académie. Hachette, Paris 1907.
- (Hrsg.) Le prêtre et l'ami. Lettres inédites de Lamennais à la baronne Cottu 1818–1854. Perrin, Paris 1910.
- Femmes d’autrefois. Hommes d’aujourd’hui. Perrin, Paris 1912.
- Ombres françaises et visions anglaises. Grasset, Paris 1913.
- Mme de Staël et M. Necker d’après leur correspondance inédite. Calmann Lévy, Paris 1925.
- Mme de Staël et l’Allemagne. Calmann Lévy, Paris 1928.